# Hermann von Vietinghoff (General)

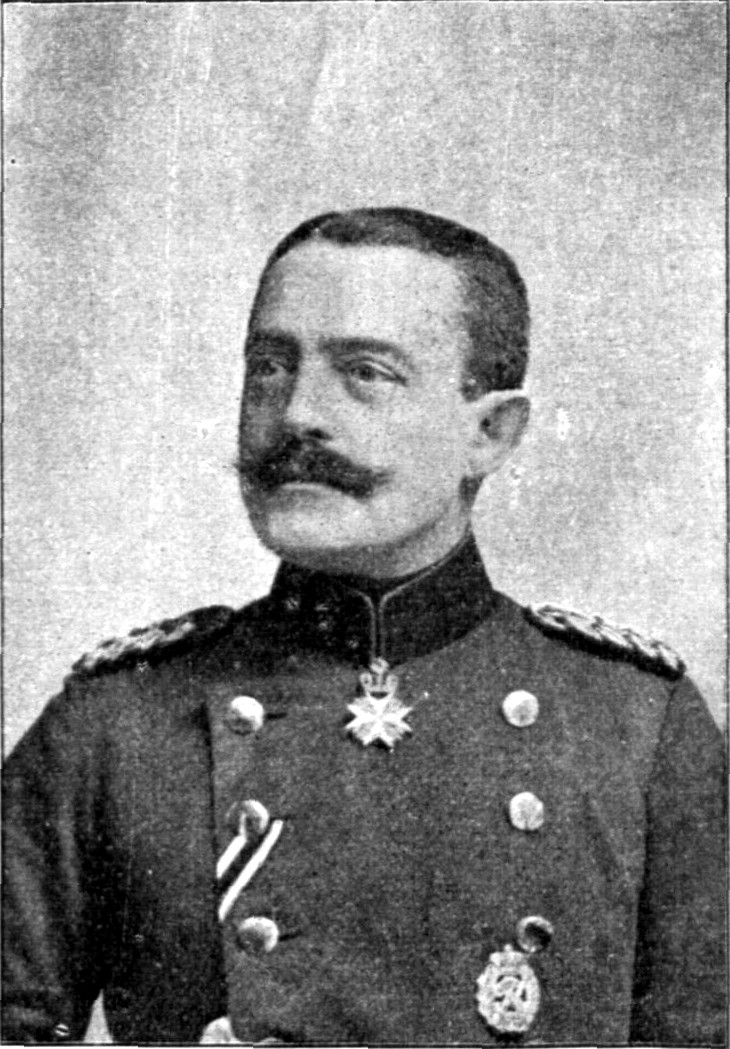
Generalleutnant Frhr. v. Vietinghoff-Scheel

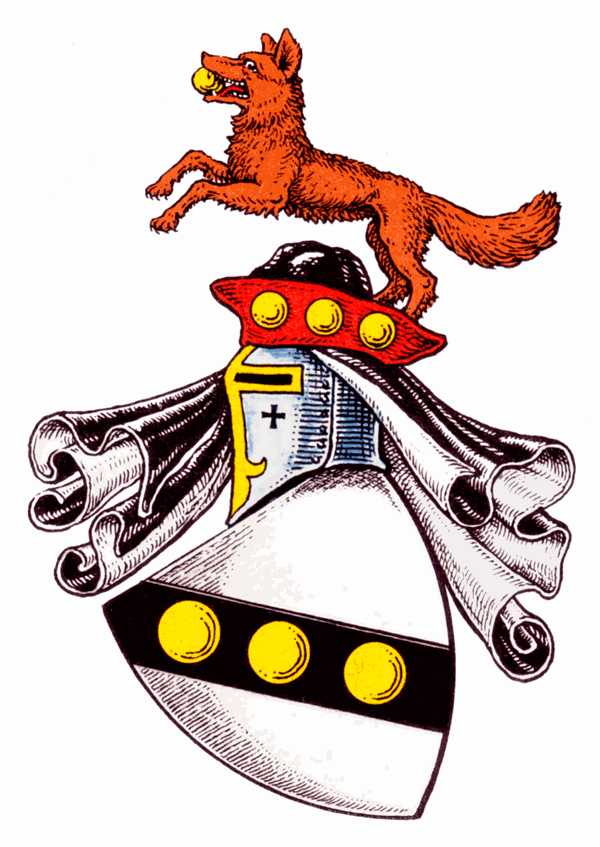
Wappen derer von Vittinghoff-Scheel

Hermann Freiherr von Vietinghoff gen. Scheel (* 25. Oktober 1851 in Thorn; † 27. Mai 1933) war ein preußischer General der Kavallerie, Flügeladjutant des deutschen Kronprinzen sowie Kommendator des Johanniterordens.

## Leben

### Herkunft
Vietinghoff entstammte einem alten westfälischen Adelsgeschlecht der Grafschaft Mark mit Stammhaus Vittinghoff (heute Bodendenkmal). Seine Eltern waren der Leutnant Hermann von Vietinghoff (1821–1851) und dessen Ehefrau Agatha, geborene von Wedel (1824–1892). Sie heiratete in zweiter Ehe 1858 Hermann von Bülow († 1891), Herr auf Hoffelde, Wilhelmsthal und Luisenhof.

### Werdegang
Er trat 1869 in das Kürassier-Regiment Nr. 2 der Preußischen Armee in Pasewalk ein. Während des Krieges gegen Frankreich 1870/71 wurde er zum Sekondeleutnant befördert und erhielt das Eiserne Kreuz II. Klasse. Als Premierleutnant wechselte er 1877 in den Stab des Ulanen-Regiments Nr. 1, wo er am 21. April 1883 zum Hauptmann befördert wurde.
Im Dezember 1884 wurde er persönlicher Adjutant des damaligen Kronprinzen Friedrich III. Nach dessen Tode wurde er von Kaiser Wilhelm II. zum Flügeladjutant ernannt und in den Generalstab der Armee versetzt.
Am 19. Juni 1888 zum Major befördert, wechselte er an die Kriegsakademie, von der aus er 1893 die Führung des Kürassier-Regiments „Königin“ (Pommersches) Nr. 2 übernahm und am 20. Mai zum Oberstleutnant befördert wurde. Zurück im Generalstab wurde er als Chef des Stabes des XIV. Armee-Korps nach Karlsruhe versetzt und am 16. August 1896 zum Oberst ernannt. Am 27. Januar 1898 übernahm er die 17. Kavallerie-Brigade (Großherzog-Mecklenburgische) in Schwerin und wurde am 3. Juli dieses Jahres zum Generalmajor befördert. Im Herbst 1901 wohnte er einem Manöver in der Schweiz bei. Am 27. Januar 1903 zum Generalleutnant befördert wurde er am 18. April 1903 zum Kommandeur der 3. Division in Stettin ernannt. Am 21. Mai 1907 beauftragte man ihn mit der Führung des IX. Armee-Korps in Altona. Mit seiner Beförderung zum General der Kavallerie folgte am 16. August 1907 seine Ernennung zum Kommandierenden General des Korps. In Genehmigung seines Abschiedsgesuches wurde Vietinghoff am 12. April 1910 zur Disposition und gleichzeitig à la suite des Kürassier-Regiments „Königin“ Nr. 2 gestellt.
Er stand in freundschaftlicher Beziehung zum Ersten Bürgermeister von Hamburg Johann Heinrich Burchard. Weniger gut war sein Verhältnis zu dem bekannten Generaldirektor der Hamburg-Amerika-Linie Albert Ballin, der wiederum ein freundschaftliches Verhältnis zu Kaiser Wilhelm II. unterhielt.
Bei Ausbruch des Ersten Weltkrieges wurde Vietinghoff als z.D.-Offizier wiederverwendet und übernahm am 2. August 1914 das Stellvertretende Generalkommando des II. Armee-Korps in Stettin. Im Oktober 1918 versuchte er mit harten Maßnahmen den Ausbruch der Revolution in Stettin aufzuhalten. Er erließ sogar den Schießbefehl gegen die streikenden Arbeiter der Schiffswerften. Dies führte zu einer Diskussion im Deutschen Reichstag und zur Abberufung Vietinghoffs unmittelbar vor Ausbruch der Revolution.
Nach dem Krieg zog er sich in seine Villa in Baden-Baden zurück und führte hier ein großes Haus. Diese Villa wurde bald zum Treffpunkt von Persönlichkeiten aus der kaiserlichen Zeit. Prinz Oskar von Preußen, ein Sohn Kaiser Wilhelms II., war sein Gast ebenso wie der Großadmiral a. D. Prinz Heinrich von Preußen. Mit dem späteren Reichspräsidenten Generalfeldmarschall Paul von Hindenburg und General Erich Ludendorff stand er in Briefwechsel. Zu seinen Besuchern zählten auch seine Grundstücksnachbarn, Prinz und Prinzessin Biron von Kurland.
Hermann von Vietinghoff war Kommendator von 1916 bis 1918 des Johanniterordens und Mitglied der Pommerschen Genossenschaft der Kongregation, Eintritt als Ehrenritter 1884, Rechtsritter 1898.

### Familie
Er heiratete am 13. September 1879 die Agnes Freiin von Loën (1856–1929). Das Paar hatte mehrere Kinder, darunter:
- Agnes (1881–1963) ⚭ 1904 Georg von Bülow (1866–1917), Herr auf Zurawia
- Fides-Maria (* 1884), Schwester, Benediktinerin in der Abtei St. Gabriel Bertholdstein (Österreich)